# Zederik

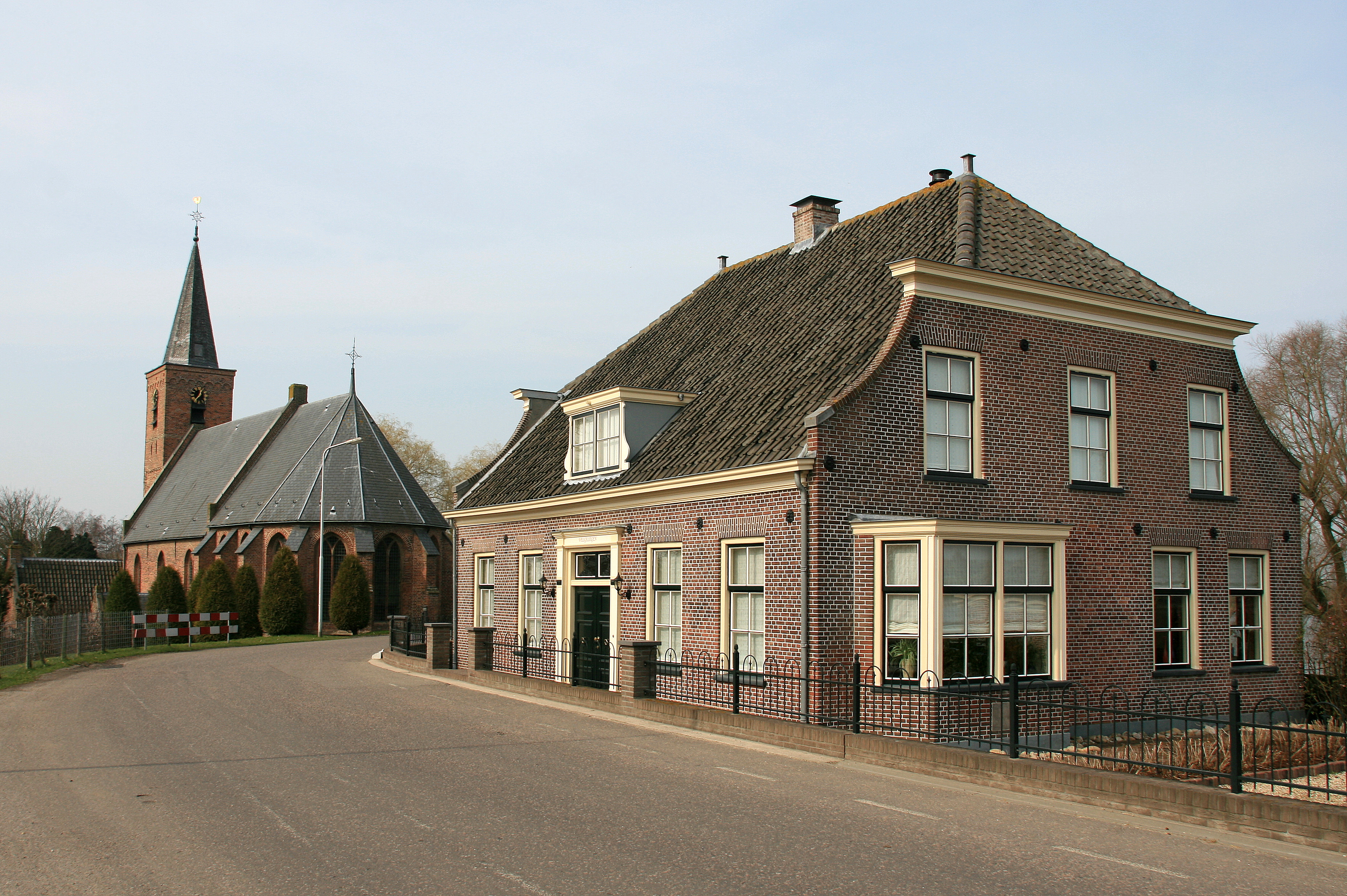
Tienhoven aan de Lek.

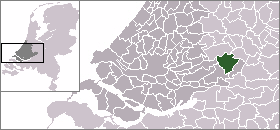
Zederiks läge.

Zederik är en historisk kommun i provinsen Zuid-Holland i Nederländerna. Kommunens totala area är 76,49 km² (där 2,72 km² är vatten) och invånarantalet är på 13 546 invånare (2004).